# Pierre Chantraine

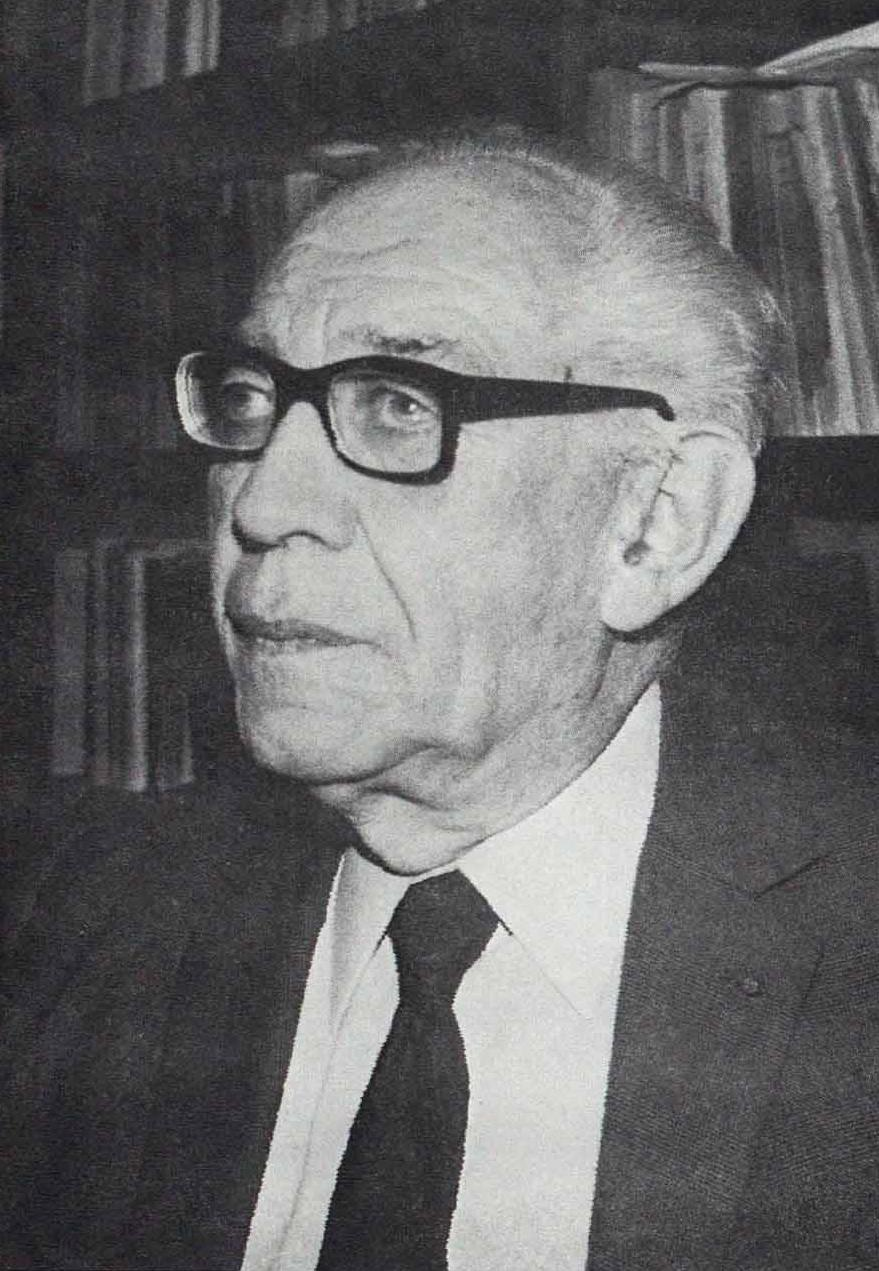
Pierre Chantraine 1972

Pierre Chantraine (* 15. September 1899 in Lille; † 30. Juni 1974 in Paris) war ein französischer Gräzist.
Nachdem er von 1925 bis 1928 an der Universität Lyon gelehrt hatte, war er 1928 bis 1969 Directeur d’études de philologie grecque an der École pratique des hautes études in Paris, von 1938 bis 1969 lehrte er an der Sorbonne.
In der Reihe Collection des Universités de France gab er das Oikonomikos des Xenophon und die Indiké des Arrian heraus.
Er war einer der ersten Gelehrten, die sich mit dem mykenischen Griechisch befassten, nachdem 1953 Michael Ventris und John Chadwick ihre Entschlüsselung der Linearschrift B bekanntgegeben hatten.
Am 30. Januar 1953 wurde er zum Mitglied der Académie des inscriptions et belles-lettres gewählt. 1969 wurde er assoziiertes Mitglied der Académie royale des Sciences, des Lettres et des Beaux-Arts de Belgique (Classe des Lettres et des Sciences morales et politiques) und 1970 korrespondierendes Mitglied der British Academy.

## Veröffentlichungen
- Histoire du parfait grec. 1927.
- La Formation des noms en grec ancien. 1933.
- Grammaire homérique. Teil 1: Phonétique et Morphologie, Teil 2: Syntaxe. Klincksieck, Paris 1942 und 1953;
  - T1: durchgesehene u. korrigierte Auflage 2006; T2: neubearbeitete Auflage von Michel Casevitz 2015.
- Morphologie historique du grec. Klincksieck, Paris 1945; 2. Aufl. 1961; Neudruck, 2002.
- Dictionnaire étymologique de la langue grecque. 4 Bände. Klincksieck, Paris 1968;
  - Neuauflage in einem Band, 1999, ISBN 2-252-03277-4;
  - neubearbeitete Auflage von Jean Taillardat, Olivier Masson u. Jean-Louis Perpillou, 2009.